# جک مک‌کنزی (بازیکن هاکی روی یخ)
جک مک‌کنزی (انگلیسی: Jack McKenzie; ۲۲ ژوئیهٔ ۱۹۳۰ – ۱۱ نوامبر ۲۰۱۰) بازیکن هاکی روی یخ اهل کانادا بود.